# Lone Star (Texas)
Lone Star is een plaats (city) in de Amerikaanse staat Texas, en valt bestuurlijk gezien onder Morris County.

## Demografie
Bij de volkstelling in 2000 werd het aantal inwoners vastgesteld op 1631.
In 2006 is het aantal inwoners door het United States Census Bureau geschat op 1601, een daling van 30 (-1,8%).

## Geografie
Volgens het United States Census Bureau beslaat de plaats een oppervlakte van 5,1 km², geheel bestaande uit land. Lone Star ligt op ongeveer 141 m boven zeeniveau.

## Economie
In de jaren 1930 werd staalbedrijf Lone Star Steel opgericht in Lone Star om buizen te maken voor de olie- en gasindustrie. Tijdens de Tweede Wereldoorlog werkten hier tot 6000 mensen waardoor de plaats sterk groeide. Vanaf de jaren 1980 ging het echter sterk bergaf en in 1986 werd bijna de helft van de 3800 banen geschrapt. In 2007 werd het bankroete bedrijf overgenomen door U.S. Steel. In 2020 werden verschillende onderdelen van de fabriek stilgelegd en gingen 600 banen verloren.

## Plaatsen in de nabije omgeving
De onderstaande figuur toont nabijgelegen plaatsen in een straal van 28 km rond Lone Star.